# Ван Хелсинг (филм)
„Ван Хелсинг“ е американски екшън филм, заснет в готически стил с участието на Хю Джакман и Кейт Бекинсейл.
Разработен е върху образа на Абрахам ван Хелсинг, герой от романа Дракула, макар родствената връзка с главния герой на филма Габриел ван Хелсинг да не е уточнена.

## Сюжет
Действието на филма се развива през 1887 г. Силите на злото се готвят за последната битка. За да вземе превес, граф Дракула (Ричард Роксбург) се опитва да вдъхне живот на мъртвороденото си поколение вампири. За целта той кани в замъка си в Трансилвания д-р Виктор Франкенщайн – учен, известен с опитите си да съживи мъртво чудовище с помощта на електрически ток. Местните селяни обаче, ужасени от провежданите опити се вдигат на бунт и опожаряват лабораторията, а с нея и чудовището.
Опитите продължава Игор Щраусман, асистента на Франкенщайн. За опитен екземпляр е необходим физически много силен човек и това става местният ромски цар Борис Валериус. Децата му – принц Вълкан (Уил Кемп) и принцеса Анна (Кейт Бекинсейл) – започват отмъщение. Кардиналите от Ватикана им изпращат на помощ професионалния ловец на вампири и върколаци Габриел ван Хелсинг (Хю Джакман) и монаха изобретател на причудливи машинарии Карл (Дейвид Уенъм).
Ван Хелсинг бързо намира чудовището, което е ключ към плановете на Дракула и се опитва да го изпрати във Ватикана. Принцеса Анна обаче е пленена от Дракула и предложена от него като разменна монета за чудовището. Размяната е уговорена да стане по време на маскен бал в Будапеща. Дракула получава чудовището, но Ван Хелсинг успява да научи тайния вход към Ледената крепост – тайното убежище на Дракула. Във финалния двубой там Ван Хелсинг убива Дракула, но убива и принцеса Анна.

## Награди и номинации
| Награда | Категория                  | Номиниран(и)               | Резултат  |
| ------- | -------------------------- | -------------------------- | --------- |
| Сатурн  | Най-добра музика           | Алън Силвестри             | награда   |
| Сатурн  | Най-добър хорър филм       | Най-добър хорър филм       | номинация |
| Сатурн  | Най-добри специални ефекти | Най-добри специални ефекти | номинация |
| Сатурн  | Най-добри костюми          | Най-добри костюми          | номинация |
| Сатурн  | Най-добър грим             | Най-добър грим             | номинация |